# Andrena forbesii
Andrena forbesii là một loài Hymenoptera trong họ Andrenidae. Loài này được Robertson mô tả khoa học năm 1891.